# Georg Wolf (Bildhauer)

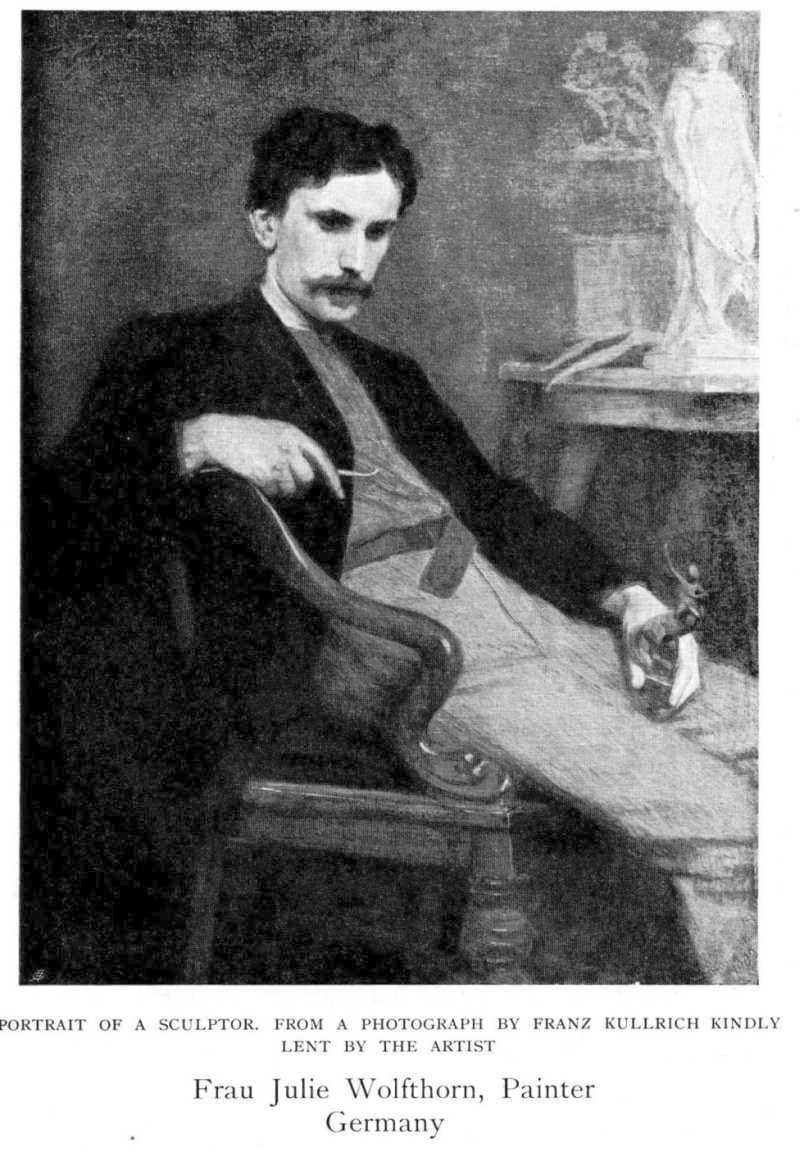
Julie Wolfthorn: Porträt Georg Wolf

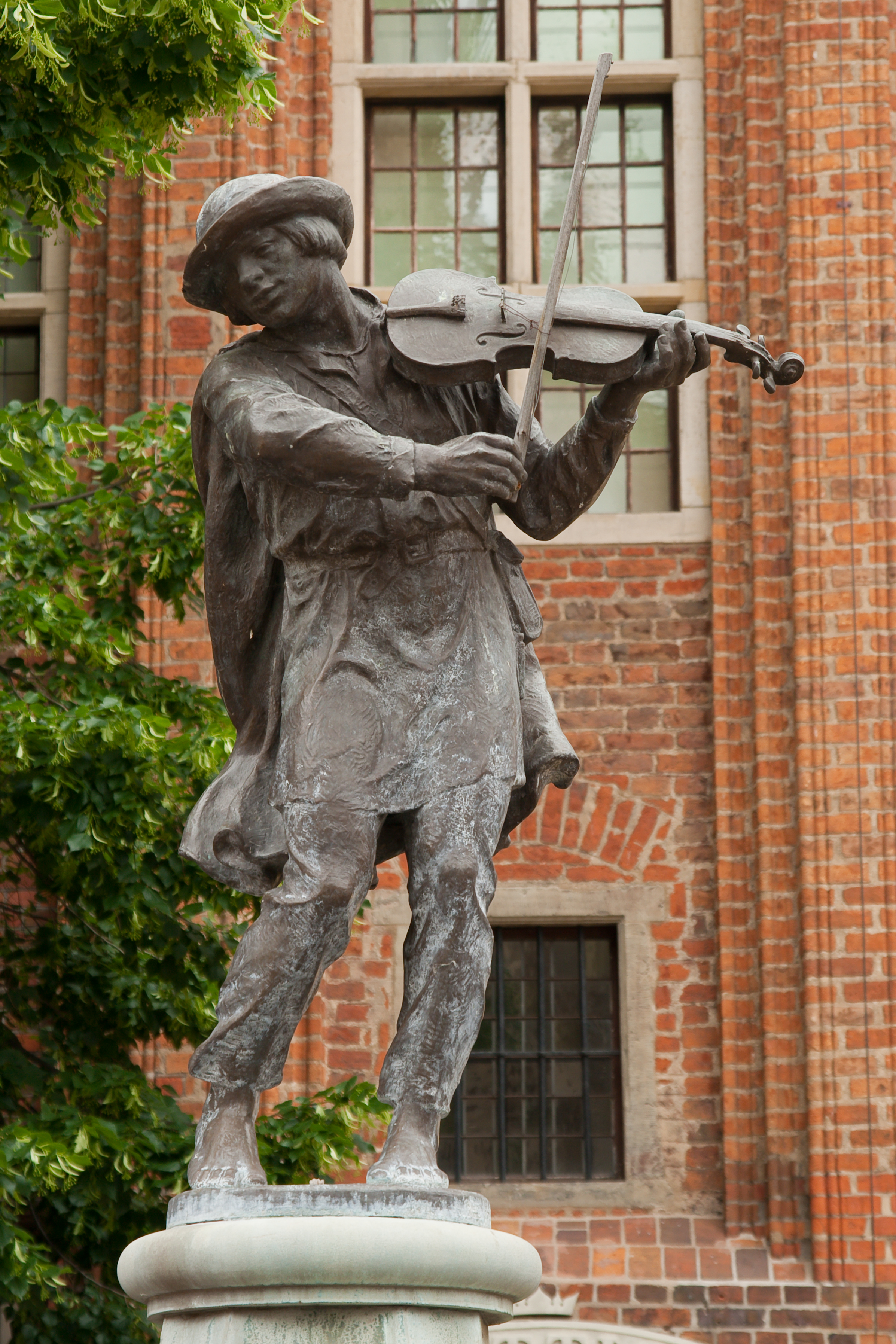
Georg Wolf: Der Flößer. Plastik im heute polnischen Toruń

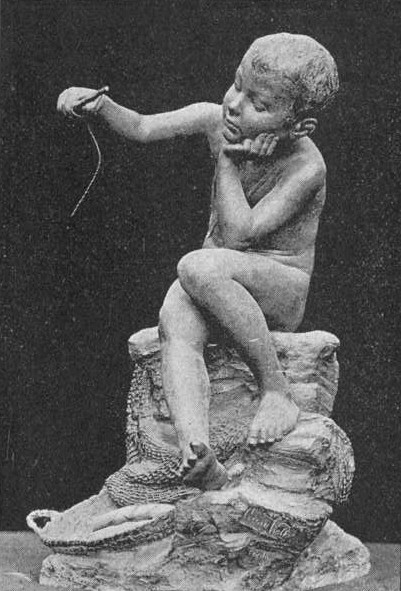
Georg Wolf: Angelnder Knabe

Georg Wolf (geboren 3. Januar 1858 in San Francisco; gestorben 30. September 1930 in Berlin) war ein deutscher Bildhauer.

## Leben und Wirken
Wolf entstammte einer jüdischen Familie. Nach dem frühen Tod der Eltern übernahmen die mütterlichen Großeltern die Betreuung der fünf Kinder. Seine Schwestern, Luise Wolf (1860–1942), Übersetzerin, und Julie Wolfthorn, Malerin und Graphikerin, wurden 1942 nach Theresienstadt deportiert. Letztere fertigte auch ein Porträt ihres Bruders an mit einem gerade fertiggestellten Werk im Hintergrund. Er ist nicht identisch mit dem Elsässer Tiermaler Georg Wolf (1882–1962).
Nach dem Abitur am Gymnasium in Brieg (Schlesien) studierte Wolf zunächst Architektur an den Kunsthochschulen in Wien und München. Einer starken Neigung folgend, wechselte er jedoch zur Bildhauerei und besuchte 1888–1890 die Berliner Kunstakademie (unter Fritz Schaper). Ab 1890 unterhielt er in Charlottenburg in der Spreestraße ein eigenes Atelier. Mehrfach war er mit seinen Werken auf der Großen Berliner Kunstausstellung vertreten.
Seine letzte Ruhestätte fand Georg Wolf auf dem Südwestkirchhof Stahnsdorf.

## Werke (Auswahl)
- 1914: Brunnen mit Flößerplastik; ein Geige spielender Flößer aus Bronze auf einem Sandsteinsockel, Thorn[3]
- Angelnder Knabe, 43 cm große Bronzefigur auf Marmorplinthe, gegossen bei Gladenbeck[4]